# Feria del Libro Pacífico
La feria del libro pacífico es un festival dedicado a la divulgación de la literatura y del folclore del Pacífico colombiano o relacionado directamente con él. Se realiza en la ciudad de Cali, Colombia, en los meses de septiembre o octubre. Es organizado por instituciones locales como la Universidad del Valle y su facultad de Humanidades, la Cámara de Comercio de Cali, la fundación cámara del libro del suroccidente colombiano, la biblioteca departamental Jorge Garcés Borrero, diversos patrocinadores locales del Valle del Cauca, y es promovido por la Secretaria de Cultura y Turismo de la Alcaldía de Santiago de Cali y la Gobernación del Valle del Cauca.

## Historia
Su primera edición comienza en 1995 y como objetivo tiene potenciar el desarrollo de un escenario de cultura y conocimiento mediante la interacción entre la comunidad y la producción editorial, así mismo, busca promover la lectura como espacio de recreación y gestión de cultura ciudadana. Al mismo tiempo, en el marco de la feria se celebra el ya tradicional Simposio Internacional Jorge Isaacs, donde se dictan conferencias, charlas, y talleres literarios.

## Países invitados
| Edición | Año  | Invitado de honor | Fecha inicio | Fecha final |
| ------- | ---- | --- | ------------ | ----------- |
| 1a      | 1995 | Sin establecer |              |             |
| 2a      | 1996 | Sin establecer |              |             |
| 3a      | 1997 | Sin establecer |              |             |
| 4a      | 1998 | Sin establecer |              |             |
| 5a      | 1999 | Sin establecer |              |             |
| 6a      | 2000 | Sin establecer |              |             |
| 7a      | 2001 | Sin establecer |              |             |
| 8a      | 2002 | Sin establecer |              |             |
| 9a      | 2003 | Sin establecer | 8 de mayo    | 20 de mayo  |
| 10a     | 2004 | México | 23 de abril  | 1 de mayo   |
| 11a     | 2005 | Japón | 22 de abril  | 4 de mayo   |
| 12a     | 2006 | Venezuela Panamá Ecuador | 7 de abril   | 19 de abril |
| 13a     | 2007 | Brasil | 26 de abril  | 8 de mayo   |
| 14a     | 2008 | Región Caribe: · Cuba · Jamaica · Puerto Rico · República Dominicana · Venezuela · Caribe Colombiano: · Bolívar · Cesar · Córdoba · La Guajira · Magdalena · San Andrés y Providencia · Sucre · Pacífico Colombiano: · Valle del Cauca · Cauca · Chocó · Nariño | 25 de abril  | 7 de mayo   |
| 15a     | 2009 | España | 24 de abril  | 6 de mayo   |
| 16a     | 2010 | Argentina | 23 de abril  | 5 de mayo   |
| 17a     | 2011 | China | 16 de abril  | 3 de mayo   |
| 18a     | 2012 | Perú | 20 de abril  | 2 de mayo   |
| 19a     | 2014 | TBA | TBA          | TBA         |

## Sedes donde se llevan a cabo los eventos
Universidad del Valle sede Cali y sedes de Univalle en el resto del departamento.
Universidad Icesi
Universidad Autónoma de Occidente
Universidad Santiago de Cali
Biblioteca Departamental Jorge Garcés Borrero
Centro Cultural Comfandi.
Centro Cultural Comfenalco.

## Enlaces relacionados
- Alcaldía de Santiago de Cali
- Festival Petronio Álvarez
- Laboratorio Cultural
- Afrolatino